# Nicolás Reniero
Gastón Nicolás Reniero (ur. 18 marca 1995 w Chajarí) – argentyński piłkarz pochodzenia włoskiego występujący na pozycji napastnika, od 2024 roku zawodnik Racing Clubu.